# Esqui alpino nos Jogos Paralímpicos de Inverno de 2010 - Super combinado masculino
As competições masculinas do super combinado do esqui alpino nos Jogos Paraolímpicos de Inverno de 2010 serão disputadas no Whistler Creekside em 20 de março.

## Medalhistas
| Medalha | Atletas sentados        | Atletas em pé               | Deficientes visuais       |
| ------- | ----------------------- | --------------------------- | ------------------------- |
| Ouro    | GER Martin Braxenthaler | GER Gerd Schonfelder        | SVK Jakub Krako           |
| Prata   | AUT Jurgen Egle         | FRA Vincent Gauthier-Manuel | ITA Gianmaria Dal Maistro |
| Bronze  | AUT Philipp Bonadimann  | AUS Cameron Rahles-Rahbula  | SVK Miroslav Haraus       |

## Agenda
| Dia         | Horário (UTC-8) | Categoria           | Fase    |
| ----------- | --------------- | ------------------- | ------- |
| 21 de março | 10:00           | Deficientes visuais | Super-G |
| 21 de março | 10:21           | Atletas em pé       | Super-G |
| 21 de março | 10:41           | Atletas sentados    | Super-G |
| 21 de março | 14:00           | Deficientes visuais | Slalom  |
| 21 de março | 14:21           | Atletas em pé       | Slalom  |
| 21 de março | 14:41           | Atletas sentados    | Slalom  |

## Resultados

### Atletas sentados
| Pos.              | N° | Atleta                       | Super-G | Pos. | Slalom | Pos. | Total   | Diferença |
| ----------------- | -- | ---------------------------- | ------- | ---- | ------ | ---- | ------- | --------- |
| Medalha de ouro   | 12 | GER Martin Braxenthaler      | 1:23.82 | 5    | 46.34  | 1    | 2:10.16 |           |
| Medalha de prata  | 4  | AUT Jurgen Egle              | 1:25.43 | 10   | 47.37  | 2    | 2:12.80 | +2.64     |
| Medalha de bronze | 10 | AUT Philipp Bonadimann       | 1:23.04 | 3    | 49.92  | 3    | 2:12.96 | +2.80     |
| 4                 | 1  | JPN Taiki Morii              | 1:20.62 | 1    | 53.37  | 9    | 2:13.99 | +3.83     |
| 5                 | 13 | JPN Takeshi Suzuki           | 1:25.06 | 8    | 50.84  | 4    | 2:15.90 | +5.74     |
| 6                 | 7  | FRA Cyril More               | 1:24.25 | 7    | 52.14  | 6    | 2:16.39 | +6.23     |
| 7                 | 5  | USA Christopher Devlin-Young | 1:24.01 | 6    | 52.70  | 7    | 2:16.71 | +6.55     |
| 8                 | 18 | KOR Sang-Min Han             | 1:22.86 | 2    | 53.93  | 10   | 2:16.79 | +6.63     |
| 9                 | 11 | FRA Yohann Taberlet          | 1:26.69 | 12   | 50.93  | 5    | 2:17.62 | +7.46     |
| 10                | 19 | USA Heath Calhoun            | 1:23.66 | 4    | 55.33  | 11   | 2:18.99 | +8.83     |
| 11                | 20 | GER Franz Hanfstingl         | 1:30.53 | 14   | 56.71  | 12   | 2:27.24 | +17.08    |
| 12                | 14 | USA Carl Burnett             | 1:37.95 | 15   | 53.10  | 8    | 2:31.05 | +20.89    |
|                   | 15 | AUS Shannon Dallas           | 1:25.21 | 9    | DNF    | -    | -       | -         |
|                   | 8  | GER Thomas Nolte             | 1:28.47 | 13   | DSQ    | -    | -       | -         |
|                   | 2  | CAN Josh Dueck               | 1:26.68 | 11   | DSQ    | -    | -       | -         |
|                   | 3  | JPN Akira Kano               | DNF     | -    | -      | -    | -       | -         |
|                   | 6  | SUI Hans Pleisch             | DNF     | -    | -      | -    | -       | -         |
|                   | 9  | GBR Sean Rose                | DNF     | -    | -      | -    | -       | -         |
|                   | 16 | AUT Reinhold Sampl           | DNF     | -    | -      | -    | -       | -         |
|                   | 17 | FRA Jean-Yves le Meur        | DNF     | -    | -      | -    | -       | -         |
|                   | 21 | CAN Oldrich Jelinek          | DNF     | -    | -      | -    | -       | -         |

### Atletas em pé
| Pos.              | N° | Atleta                      | Super-G | Pos. | Slalom | Pos. | Total   | Diferença |
| ----------------- | -- | --------------------------- | ------- | ---- | ------ | ---- | ------- | --------- |
| Medalha de ouro   | 14 | GER Gerd Schonfelder        | 1:21.59 | 2    | 50.25  | 3    | 2:11.84 |           |
| Medalha de prata  | 7  | FRA Vincent Gauthier-Manuel | 1:21.37 | 1    | 50.67  | 5    | 2:12.04 | +0.20     |
| Medalha de bronze | 12 | AUS Cameron Rahles-Rahbula  | 1:25.19 | 8    | 48.34  | 1    | 2:13.85 | +2.01     |
| 4                 | 6  | AUT Robert Meusburger       | 1:24.16 | 6    | 49.84  | 2    | 2:14.00 | +2.16     |
| 5                 | 4  | FRA Lionel Brun             | 1:22.86 | 3    | 52.48  | 10   | 2:15.34 | +3.50     |
| 6                 | 5  | JPN Hiraku Misawa           | 1:25.06 | 7    | 50.72  | 6    | 2:15.78 | +3.94     |
| 7                 | 3  | AUT Hubert Mandl            | 1:24.01 | 5    | 52.91  | 11   | 2:16.92 | +5.08     |
| 8                 | 8  | NZL Adam Hall               | 1:26.44 | 10   | 50.58  | 4    | 2:17.02 | +5.18     |
| 9                 | 2  | AUT Markus Salcher          | 1:25.52 | 9    | 54.20  | 13   | 2:19.72 | +7.88     |
| 10                | 1  | SUI Thomas Pfyl             | 1:23.59 | 4    | 56.66  | 16   | 2:20.25 | +8.41     |
| 11                | 9  | RUS Alexandr Alyabyev       | 1:30.44 | 13   | 51.18  | 8    | 2:21.62 | +9.78     |
| 12                | 15 | CZE Stanislav Loska         | 1:29.77 | 12   | 52.35  | 9    | 2:22.12 | +10.28    |
| 13                | 16 | JPN Gakuta Koike            | 1:29.75 | 11   | 52.92  | 12   | 2:22.67 | +10.83    |
| 14                | 13 | USA Monte Meier             | 1:33.07 | 16   | 51.13  | 7    | 2:24.20 | +12.36    |
| 15                | 20 | POL Andrzej Szczesny        | 1:32.14 | 15   | 54.25  | 14   | 2:26.39 | +14.55    |
| 16                | 18 | SVK Martin France           | 1:31.39 | 14   | 57.20  | 18   | 2:28.59 | +16.75    |
| 17                | 19 | GER Kevin Wermeester        | 1:34.28 | 17   | 56.95  | 17   | 2:31.23 | +19.39    |
| 18                | 21 | RSA Bruce Warner            | 1:37.92 | 18   | 56.38  | 15   | 2:34.30 | +22.46    |
|                   | 10 | AUS Toby Kane               | DNF     | -    | -      | -    | -       | -         |
|                   | 11 | SUI Michael Brugger         | DNF     | -    | -      | -    | -       | -         |
|                   | 17 | CAN Matt Hallat             | DNF     | -    | -      | -    | -       | -         |

### Deficientes visuais
| Pos.              | N° | Atleta                      | Super-G | Pos. | Slalom | Pos. | Total   | Diferença |
| ----------------- | -- | --------------------------- | ------- | ---- | ------ | ---- | ------- | --------- |
| Medalha de ouro   | 10 | SVK Jakub Krako             | 1:23.85 | 1    | 50.76  | 3    | 2:14.61 |           |
| Medalha de prata  | 9  | ITA Gianmaria Dal Maistro   | 1:25.49 | 4    | 50.69  | 2    | 2:16.18 | +1.57     |
| Medalha de bronze | 12 | SVK Miroslav Haraus         | 1:24.67 | 2    | 51.64  | 6    | 2:16.31 | +1.70     |
| 4                 | 3  | CAN Chris Williamson        | 1:27.95 | 6    | 50.47  | 1    | 2:18.42 | +3.81     |
| 4                 | 1  | FRA Nicolas Berejny         | 1:26.94 | 5    | 51.48  | 5    | 2:18.42 | +3.81     |
| 6                 | 11 | SVK Norbert Holik           | 1:30.67 | 10   | 51.38  | 4    | 2:22.05 | +7.44     |
| 7                 | 5  | RUS Ivan Frantsev           | 1:29.52 | 9    | 53.15  | 7    | 2:22.67 | +8.06     |
| 8                 | 2  | ESP Gabriel Gorce Yepes     | 1:28.86 | 8    | 55.18  | 9    | 2:24.04 | +9.43     |
| 9                 | 7  | ESP Andres Boira Diaz       | 1:40.70 | 11   | 53.61  | 8    | 2:34.31 | +19.70    |
|                   | 4  | AUT Christoph Prettner      | 1:27.99 | 7    | DNF    | -    | -       | -         |
|                   | 8  | ESP Jon Santacana Maiztegui | 1:24.87 | 3    | DNF    | -    | -       | -         |
|                   | 6  | USA Mark Bathum             | DNF     | -    | -      | -    | -       | -         |

## Legenda
| Q   | Classificado (Qualified)       |
| DNS | Não largou (Did not start)     |
| DNF | Não terminou (Did not finish)  |
| DSQ | Desclassificado (Disqualified) |